# 湖南市コミュニティバス

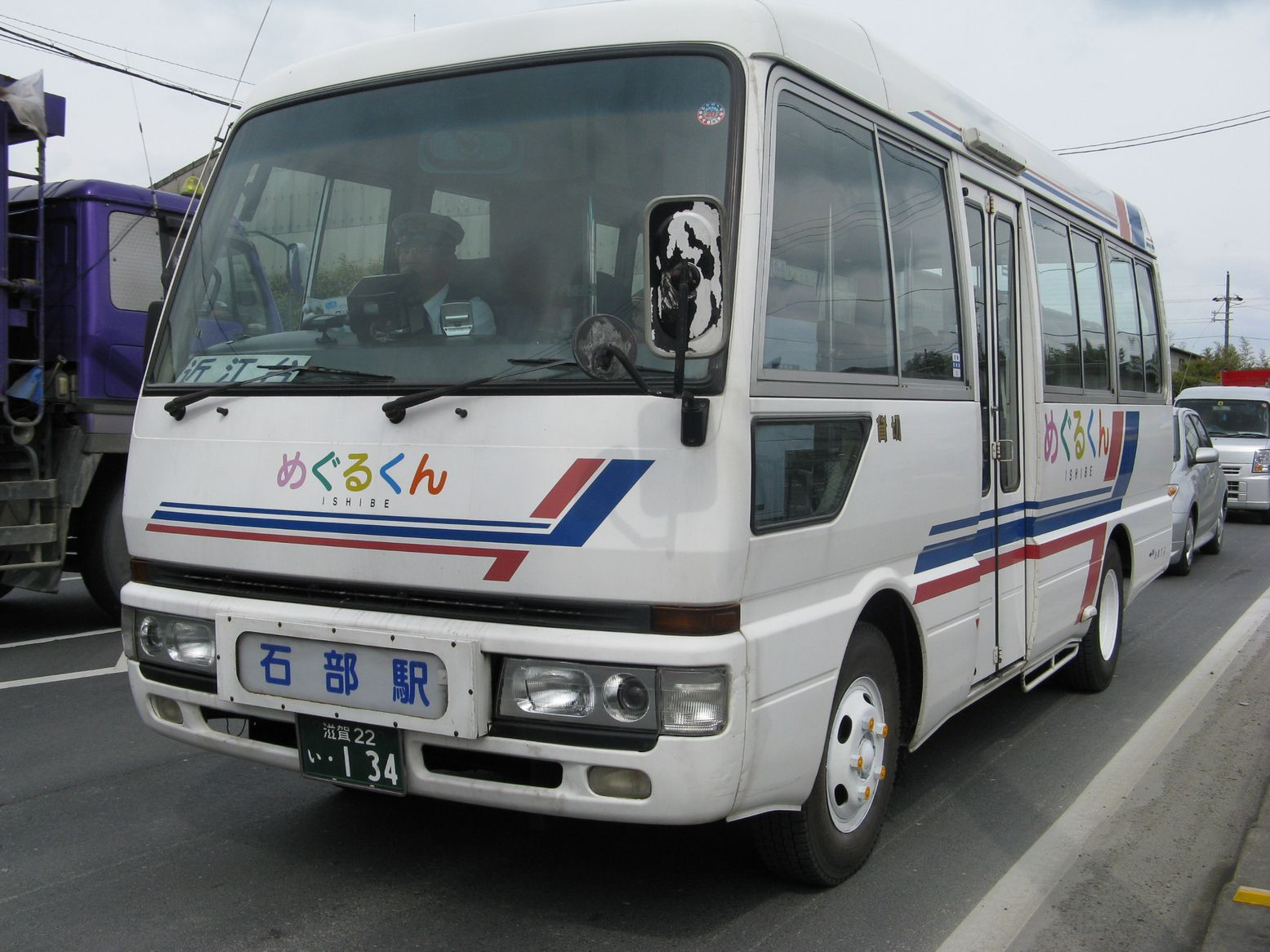
「めぐるくん」

湖南市コミュニティバス（こなんしコミュニティバス）は、滋賀県湖南市で運行しているコミュニティバスの総称。滋賀バスに運行を委託している。

## 概要
1990年（平成2年）に当時の甲西町が「ふれあい号」の運行を開始し、1996年（平成8年）に当時の石部町が「めぐるくん」の運行を開始したのが誕生のきっかけとなった。甲西町と石部町が合併して湖南市となり、湖南市コミュニティバスが誕生した。なお、2022年（令和4年）4月1日からはデマンドタクシーの実証運行を開始している。

## 歴史
- 1990年（平成2年） - 当時の甲西町が「ふれあい号」の運行を開始（甲西町域と石部町域の双方を走る）。
- 1996年（平成8年） - 当時の石部町が「めぐるくん」の運行を開始（石部町域南部を環状運転）。
- 2004年（平成16年） - 甲西町と石部町が合併し、湖南市となる。
- 2011年（平成23年） - 湖南市のコミュニティバスの愛称を「めぐるくん」に統一。なお、甲西南線の「美松台ルート」はこの改正から運行を開始した。
- 2013年（平成25年） - 「こにゃんバス」を1台導入し、同年3月から運行を開始した。
- 2022年（令和4年）4月1日 - ダイヤ改正を実施。甲西南線（「三雲小学校ルート」を除く）と医療センター線の運行を休止し、両路線の運行を予約制小型乗合タクシーの「あいのりこなん」（エリアタクシー。ともに実証運行路線扱い）に切換えた[1]。
- 2024年（令和6年）4月1日 - ダイヤ改正を実施[2]。路線再編に伴い、「あいのりこなん」の実証運行を中止する[3]。

## 運賃制度
バス・タクシーとも、均一運賃となっている。なお、タクシーは実証運行を中止したため、2024年4月1日のダイヤ改正で全路線が廃止となったが、ここでは運行当時の情報を記載する。
バス
- 1乗車：大人250円、小人130円（障がい者（要手帳呈示）は半額）[4]。

回数券や通勤・通学用の定期券の販売がある。
乗継乗車券は「甲西駅北口・石部駅・三雲駅の各停留所で降車する時」に乗務員へ申し出ると発行してくれるが、利用は「発行日当日の片道1回（1乗車）限り」となっている。
土曜・日曜・祝日・お盆（8月13日 - 16日）・年末年始（12月29日 - 31日、1月2日 - 4日）は休日ダイヤで運行するが、1月1日は全便運休する。なお、系統・路線によっては他の日も運休する。
タクシー
- 1乗車：大人250円、小人130円（障がい者（要手帳呈示）は半額）[4]。

利用する場合は、各路線の運行事業者（運行委託先）に乗車時刻の1時間前までに電話予約をしなければならない（初発便は前日18時までに電話予約）。
土曜・日曜・祝日・お盆（8月13日 - 16日）・年末年始（12月29日 - 31日、1月2日 - 4日）は休日ダイヤで運行するが、1月1日は全便運休する。

## バス

### 現行路線
菩提寺線・石部駅ルート
- 石部駅 - 文化総合センター - 石部口 → 北山台西口 → ハイウェイサイドタウン → イワタニランド → 近江台 → 北山台西口 → 石部口 → 石部口 - 文化総合センター - 石部駅

菩提寺線・甲西駅ルート
- 甲西駅北口 → 甲西大橋北 → 北中学校 → 生田病院 → 北山台南口 → 北山台西口 → ハイウェイサイドタウン → イワタニランド → 近江台 → 北山台西口 → 生田病院 → 北中学校 → 甲西大橋北 → 甲西駅北口

下田線・甲西駅ルート
- 甲西駅北口 → 甲西高校 → 岩根西口 → にごり池 → サンヒルズ甲西 → 下田小学校 → 下田 - 中山団地 - 松風苑 - 桐山 - 日の出ハウス → 蛭子町 → 下田 → 下田小学校 → サンヒルズ甲西 → にごり池 → 岩根西口 → 甲西高校 → 甲西駅北口

下田線・三雲駅ルート
- 1～7便（1便は下田発）
  - 三雲駅 → 東陶前 → 朝国 → 岩根東口 → にごり池 → 団地中央 → 高松町 → 下田口 → 中山口 → 竜王ダイハツ → 下田北 → 蛭子町 → 下田 → 下田小学校 → 高松町 → 団地中央 → にごり池 → 岩根東口 → 朝国 → 東陶前 → 三雲駅
- 8～16便（16便は下田終着）
  - 三雲駅 → 東陶前 → 朝国 → 岩根東口 → にごり池 → 団地中央 → 高松町 → 下田小学校 → 下田 → 蛭子町 → 下田北 → 竜王ダイハツ → 中山口 → 下田口 → 高松町 → 団地中央 → にごり池 → 岩根東口 → 朝国 → 東陶前 → 三雲駅

備考　「竜王ダイハツ」を経由する便は同停留所で時間調整を行う。
ひばりが丘線
- 三雲駅 → 東陶前 → 朝国 → 岩根東口 → にごり池 → サンヒルズ甲西 → 若竹町 → ひばりが丘 → 若竹町 → サンヒルズ甲西 → にごり池 → 岩根東口 → 朝国 → 東陶前 → 三雲駅

甲西南線・三雲小学校ルート
- 往路（朝）　東柑子袋 → 仲町 → 大池町 → 針 → 三雲小学校 → 甲西駅北口
- 復路（昼）　甲西駅北口 → 三雲小学校 → 針 → 大池町 → 仲町 → 東柑子袋

備考　学休日は運休、学校行事により運航時刻が変動。
石部循環線
- 1、3便
  - 石部駅 → 文化総合センター → 石部交番前 → 医療センター → 石部南口 → 丸山 → 西寺口 → 西寺 → じゅらくの里 → 近江学園 → 石部南まちづくりセンター → 阿星保育所 → 石部南 → 石部南口 → 医療センター → 石部交番前 → 文化総合センター → 石部駅

- 2、4、5、7、15、19便（4、5便は、石部駅→石部中学校への直行便、15便は逆回り便）
  - 石部駅 → 文化総合センター → 市役所西庁舎 → 岡出口 → 石部中学校 → ケアセンター前 → 石部高校 → 西寺口 → 丸山 → 南幼稚園 → 岡出口 → 市役所西庁舎 → 文化総合センター → 石部駅
- 8、9、10、17、18便（17、18便は逆回り便）
  - 石部駅 → 文化総合センター → 市役所西庁舎 → 岡出口 → 石部中学校 → ケアセンター前 → 石部高校 → 西寺口 → 西寺 → じゅらくの里 → 近江学園 → 石部南 → 石部南口 → 医療センター → 石部交番前 → 文化総合センター → 石部駅
- 6、11、12、14、16、20便（6便は逆回り便、20便以外はケアセンターに停車）
  - 石部駅 → 文化総合センター → 石部交番前 → 石部南口 → 石部南 → 阿星保育所 → 石部南まちづくりセンター → 近江学園 → じゅらくの里 → 西寺 → 西寺口 → 石部高校 → ケアセンター → ケアセンター前 → 石部中学校 → 岡出口 → 市役所西庁舎 → 文化総合センター → 石部駅
- 13便
  - 石部高校 → ケアセンター前 → 石部中学校 → 岡出口 → 市役所西庁舎 → 文化総合センター → 石部駅

妙感寺ルート
- 三雲駅 → 三雲が丘 → 泉ヶ丘団地 → 泉ヶ丘公園 → 泉ヶ丘口 → 妙感寺 → 泉ヶ丘口 → 西山団地 → 勅使野橋 → 三雲コミュニティセンター → 瑞美ヶ丘 → 吉永 → 夏見 → 三雲駅

備考　瑞美ヶ丘～夏見は経由しない便がある。
医療センタールート
- 甲西駅北口 → 市役所東庁舎 → 大池町 → 西柑子袋 → 上葦穂神社 → 石部南口 → 医療センター → 西柑子袋 → 農道柑子袋 → 市役所東庁舎 → 甲西駅北口

備考　市役所東庁舎は経由しない便がある。
美松台ルート
- 1，2便
  - 市役所東庁舎（1） → 夏見新田 → 夏見診療所 → 赤松台 → 美松台 → 東山台 → 甲西駅南口 → 美松 → 市役所東庁舎（1）
- 3，4便
  - 市役所東庁舎（2） → 美松 → 甲西駅南口 → 東山台 → 美松台 → 赤松台 → 夏見診療所 → 夏見新田 → 市役所東庁舎（2）

石部線・東庁舎ルート
- 1，2便
  - 石部駅 → 西御旅 → 文化総合センター → 石部口 → 美松 → 市役所東庁舎（1）
- 3，4便
  - 市役所東庁舎（2） → 美松 → 石部口 → 文化総合センター → 西御旅 → 石部駅

三雲線・東庁舎ルート
- 午前便
  - 三雲駅 → イオンタウン湖南 → 保健センター → 夏見新田 → 市役所東庁舎（2）
- 午後便
  - 市役所東庁舎（2） → 夏見新田 → 保健センター → イオンタウン湖南 → 三雲駅

備考　休日は、三雲駅～イオンタウン湖南で1往復便のみ。
イオンタウンルート
- 1，2，4，5，6便
  - 甲西駅北口 → 甲西中学校 → 夏見新田 → 保健センター → イオンタウン湖南
- 3，6，7，9，10，11便
  - イオンタウン湖南 → 保健センター → 夏見新田 → 甲西中学校 → 甲西駅北口

## タクシー
「あいのりこなん」という名称で、2022年4月1日 - 2024年3月31日まで下記の各路線の実証運行を行っていた。

### 実証運行路線

#### 甲西南線エリア
- 運行委託先：滋賀タクシー[5]
- 停留所の例[5]
  - 三雲駅、イオンタウン湖南、妙感寺、泉ヶ丘団地、吉永、夏見、小学校前（三雲小学校）、針、赤松台、美松台、東山台

注記
- 下記の各停留所間のみを乗車することはできない（「停留所の例」と記した各停留所の方とまたがって乗車することは可能）[5]。
  - 美松、甲西駅（北口・南口）、市役所東庁舎、甲西リハビリ病院、保健センター

#### 医療センターエリア
- 運行委託先：ビジネスサービス滋賀（BSSタクシー）[6]
- 停留所の例[6]
  - 石部駅、郵便局（石部郵便局）、医療センター、上葦穂神社、石部南まちづくりセンター、東寺一丁目、柑子袋、大池町

注記
- 下記の各停留所間のみを乗車することはできない（「停留所の例」と記した各停留所の方とまたがって乗車することは可能）[6]。
  - 美松、甲西駅（北口・南口）、市役所東庁舎、甲西リハビリ病院、保健センター

## 車両

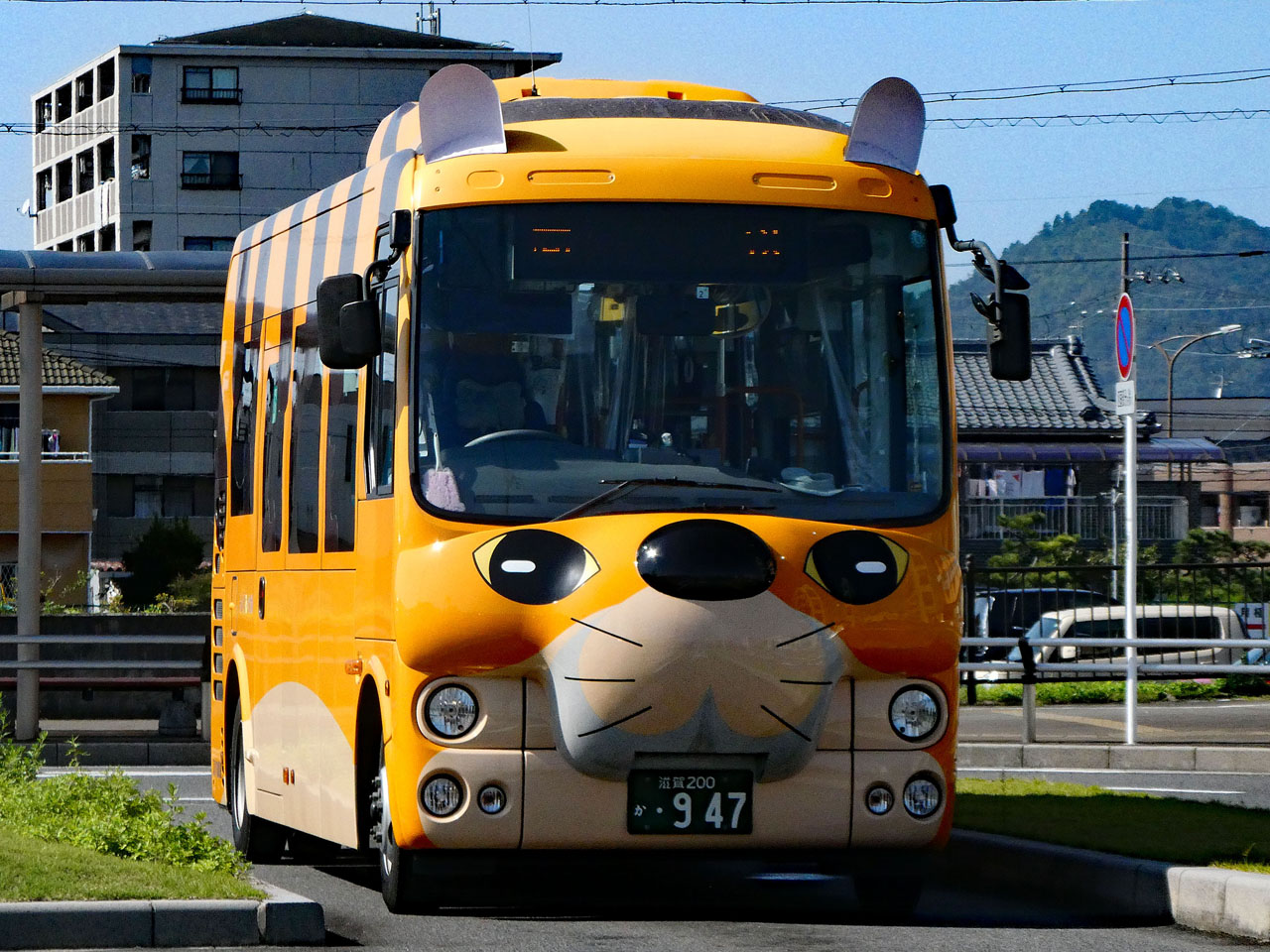
「こにゃんバス」

当項ではバスに使用する車両のみを解説する。なお、タクシーは他の事業者に委託運行を行っていたため省略する。
- 三菱・ローザ
- 三菱・エアロミディME
- 三菱・エアロミディMJ（観光型）
- 日野・ポンチョ
- トヨタ・ハイエース

### 備考
三菱ふそう・エアロスター
- 石部地区専属車[注 1]として運行したが、2015年に除籍された。

三菱・エアロミディME
- 一般車（滋賀バス色）と「いしべえどん[7]」のイラストが描かれたラッピング車（石部地区専属車。1台のみ在籍）と「いしべえどん」と「こにゃん[8]」のイラストが描かれたラッピング車（各地区で運行。3台が在籍）が運行を担当するが、固定運用は存在しない。

日野・ポンチョ
- 「こにゃんバス」という愛称を有する。1台のみ導入。固定運用は存在しないため、車両運用は一般車やラッピング車と共通化されている。

トヨタ・ハイエース
- 「美松台ルート」は同車が運行を担当していた。